# Jonathan Coleman
Jonathan Coleman, meglio noto come Jon (Boston, 9 marzo 1975), è un ex hockeista su ghiaccio statunitense naturalizzato irlandese che ha giocato dal 2009 al 2012 nella Serie A2 con l'Eppan-Appiano.

## Carriera
Coleman è un difensore di stecca destra. È stato selezionato dai Detroit Red Wings nel 1993 al secondo giro, ma non ha mai giocato in NHL. Numerose le presenze nelle principali minors nordamericane (IHL e AHL) e in diversi campionati europei (Russia, Austria, Germania, Svizzera, Italia, Svezia).

## Statistiche
Statistiche aggiornate a luglio 2011.

### Club
| Stagione  | Squadra                 | Stagione regolare | Stagione regolare | Stagione regolare | Stagione regolare | Stagione regolare | Stagione regolare | Playoff | Playoff | Playoff | Playoff | Playoff |
| Stagione  | Squadra                 | Lega              | P                 | G                 | A                 | Pt                | PIM               | P       | G       | A       | Pt      | PIM     |
| --------- | ----------------------- | ----------------- | ----------------- | ----------------- | ----------------- | ----------------- | ----------------- | ------- | ------- | ------- | ------- | ------- |
| 1993-1994 | Boston Univ.            | NCAA              | 29                | 1                 | 14                | 15                | 26                |         |         |         |         |         |
| 1994-1995 | Boston Univ.            | NCAA              | 40                | 5                 | 23                | 28                | 42                |         |         |         |         |         |
| 1995-1996 | Boston Univ.            | NCAA              | 40                | 7                 | 31                | 38                | 58                |         |         |         |         |         |
| 1996-1997 | Boston Univ.            | NCAA              | 39                | 5                 | 27                | 32                | 20                |         |         |         |         |         |
| 1997-1998 | Adirondack Red Wings    | AHL               | 54                | 2                 | 29                | 31                | 23                | 2       | 0       | 0       | 0       | 0       |
|           | Detroit Vipers          | IHL               | 1                 | 0                 | 0                 | 0                 | 0                 |         |         |         |         |         |
| 1998-1999 | Adirondack Red Wings    | AHL               | 72                | 12                | 26                | 38                | 32                | 3       | 0       | 0       | 0       | 0       |
| 1999-2000 | Kentucky Thoroughblades | AHL               | 66                | 1                 | 14                | 15                | 43                | 9       | 2       | 4       | 6       | 2       |
| 2000-2001 | Orlando Solar Bears     | IHL               | 19                | 1                 | 7                 | 8                 | 6                 | 12      | 0       | 1       | 1       | 2       |
|           | Providence Bruins       | AHL               | 49                | 4                 | 15                | 19                | 14                |         |         |         |         |         |
| 2001-2002 | Amur Khabarovsk         | RSL               | 44                | 0                 | 5                 | 5                 | 40                |         |         |         |         |         |
| 2002-2003 | Vienna Capitals         | Austria           | 47                | 9                 | 13                | 22                | 60                |         |         |         |         |         |
| 2003-2004 | Worcester IceCats       | AHL               | 57                | 2                 | 22                | 24                | 6                 | 7       | 1       | 3       | 4       | 2       |
| 2004-2005 | Ambrì-Piotta            | NLA               | 2                 | 0                 | 0                 | 0                 | 0                 |         |         |         |         |         |
|           | Kölner Haie             | DEL               | 36                | 1                 | 4                 | 5                 | 56                | 7       | 0       | 0       | 0       | 10      |
| 2005-2006 | Malmö                   | Allsvenskan       | 33                | 3                 | 5                 | 8                 | 47                | 7       | 0       | 3       | 3       | 6       |
| 2006-2007 | Bolzano                 | Italy             | 32                | 1                 | 14                | 15                | 22                | 5       | 0       | 1       | 1       | 4       |
| 2007-2008 | Graz 99ers              | Austria           | 38                | 3                 | 9                 | 12                | 47                |         |         |         |         |         |
|           | Nottingham Panthers     | EIHL              | 16                | 3                 | 5                 | 8                 | 10                | 2       | 1       | 0       | 1       | 2       |
| 2008-2009 | Coventry Blaze          | EIHL              | 11                | 1                 | 3                 | 4                 | 36                |         |         |         |         |         |
| 2009-2010 | Eppan-Appiano           | Italy2            | 34                | 3                 | 36                | 39                | 32                | 13      | 3       | 8       | 11      | 4       |
| 2010-2011 | Eppan-Appiano           | Italy2            | 32                | 8                 | 27                | 35                | 22                | 5       | 1       | 3       | 4       | 2       |
| 2011-2012 | Eppan-Appiano           | Italy2            | -                 | -                 | -                 | -                 | -                 |         |         |         |         |         |

### Nazionale
| Stagione  | Livello | Risultati    | Risultati | Risultati | Risultati | Risultati | Risultati |
| Stagione  | Livello | Competizione | P         | G         | A         | Pt        | PIM       |
| --------- | ------- | ------------ | --------- | --------- | --------- | --------- | --------- |
| 1993-1994 | USA U20 | WJC-20       | 7         | 0         | 0         | 0         | 2         |

## Palmarès

### Club
- Turner Cup: 1

 Orlando Solar Bears: 2000-2001
- National Collegiate Athletic Association: 2

 Boston U. Terriers: 1993-1994, 1994-1995
- Hockeyallsvenskan: 1 promozione

 Malmö: 2005-2006
- Serie A2: 1

 Eppan-Appiano: 2009-2010